# 櫻井清三郎
櫻井 清三郎（さくらい せいざぶろう、1906年〈明治39年〉5月 - 没年不明）は、日本の商人（足袋太物商）、愛知県多額納税者、地主・家主、櫻井殖産代表社員。

## 人物
愛知県人・櫻井秀三郎の二男。1926年、祖父清三郎の後を承け家督を相続し、前名久三を改め襲名する。足袋太物商を営み、愛知県多額納税者である。また地家主である。
趣味は書画、謡曲。宗教は真宗。住所は愛知県名古屋市東区七間町3丁目。

## 家族・親族
櫻井家
- 祖父・清三郎（1852年 - ?、愛知平民、櫻井代表[5]、呉服商[5]、櫻井屋、木綿商[6]、足袋太物商[7]） - 1883年、清一の養子となり家督を相続する[6]。
- 父・秀三郎（1876年 - ?、櫻井代表[5]、岐阜、多和田庄太郎の弟[7]）
- 母・しげ（1878年 - ?、愛知、山田八右衛門の養姉[3][4]、山田たまの私生子[7]）
- 妻[3][4]
- 兄、弟、妹、姉[3][4]

親戚
- 姉の夫・福田卯助[3]（乾物商）